# Chorherrenstift St. Michael Beromünster

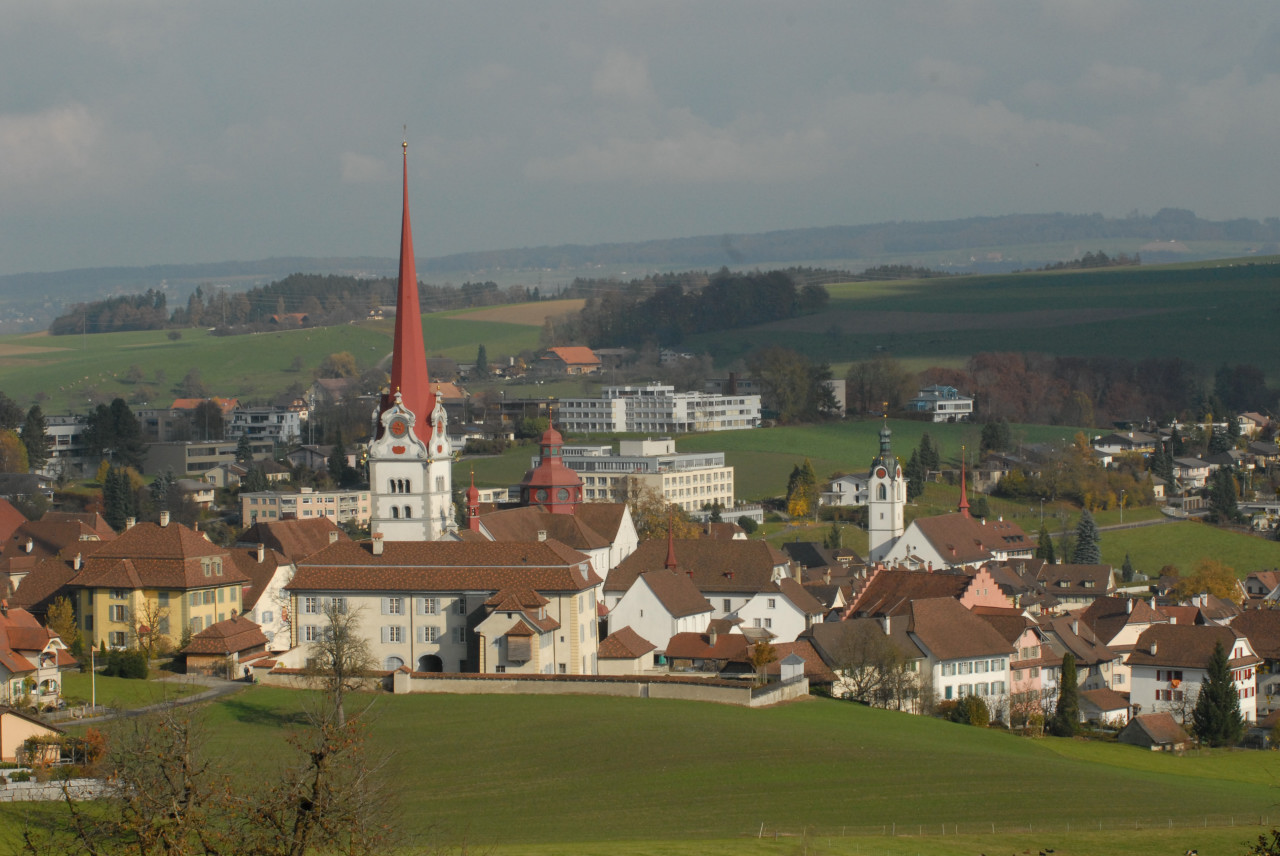
Chorherrenstift St. Michael, Beromünster

Das Chorherrenstift St. Michael befindet sich in Beromünster, einem historischen Marktzentrum im Norden des Kantons Luzern. Es wurde im Mittelalter gegründet.

## Geschichte

### Gründungssage
In der Geschichte des Chorherrenstifts entstand wegen der Namensform und Bemerkungen in frühen Archivquellen die nicht näher verifizierbare Legende, der Aargaugraf Bero habe das Stift im 10. Jahrhundert eingerichtet.

### Stiftsgeschichte
Im Jahr 1036 regelte Graf Ulrich von Lenzburg die Schutzaufsicht über das Stift und die Verfügung über dessen Grundbesitz neu. In der Schenkungsurkunde von 1036, die nicht im Original, sondern nur in einer späteren Abschrift überliefert ist, wird die «dem Hl. Michael geweihte Chorherrengemeinschaft in der Ortschaft Beromünster» zum ersten Mal erwähnt. Die Urkunde verweist im allgemeinen Sinn auf die Vorfahren des Grafen als Stifter der Institution. Die Kirche von Beromünster diente dem aargauischen Grafengeschlecht wohl als Grabstätte. 1045 bestätigte König Heinrich III. bei seinem Aufenthalt in Solothurn die Stellung und den Grundbesitz von Beromünster.
Das Lenzburger Stift lag ursprünglich auf dem Gebiet der alten Dorfsiedlung Gunzwil. Allmählich entwickelte sich neben der Konventanlage eine Dorfsiedlung mit Markt und eigenem Rat. Der Grundbesitz des Chorherrenstifts lag einerseits im Michelsamt, der Region um Beromünster mit Ermensee, und umfasste andererseits auch zahlreiche Güter und Rechte in einem weiten Gebiet des Mittellands, vor allem in den Kantonen Luzern, Kanton Aargau und Solothurn, zudem in der Innerschweiz und Streubesitzungen bis in die Nord- und Westschweiz und nach Süddeutschland. Dazu gehörten Patronatsrechte in vielen Pfarreien.
Beromünster kam nach dem Aussterben der Lenzburger im Jahr 1173 an die Grafen von Kyburg. Kaiser Friedrich I. bestätigte umgehend mit einer ausführlichen Urkunde die Besitzungen des Stifts; darin sind dem Kloster gehörende Rechte und Güter in ungefähr 100 Ortschaften aufgeführt. 1264 ging das Stift St. Michael an die Habsburger über.
Bei der Eroberung des habsburgischen Aargaus durch die Eidgenossen 1415 kam das Stift mit dem ganzen Michelsamt an Luzern. Die bisher mehrheitlich adeligen Chorherren wurden nun mehr und mehr durch Söhne der Luzerner Patrizierfamilien abgelöst. Von deren Reichtum und Kunstverständnis zeugen noch heute die herrschaftlichen Stiftshäuser (Chorhöfe) rings um die Kirche.
Von 1470 bis 1475 arbeitete im Chorherrenstift Beromünster eine Druckerwerkstatt, welche der Chorherr Helias Helye (geb. um 1400) errichtet hatte. Dort wurde als erstes das lateinische Nachschlagewerk zur Bibel Mammotrectus (deutsch etwa «Der an der Mutterbrust Genährte») des Johannes Marchesinus (alias Giovanni Marchesini, gest. 1299) gedruckt; das Buch enthält Erklärungen schwieriger Wörter der Bibel (angeordnet in der Reihenfolge der biblischen Bücher) und umfasst in Kleinfolio-Format 300 Blätter, die Seite zu 2 Spalten und je 32 Zeilen. Der Druck ist in der Schlussschrift datiert auf den Vortag vor dem St. Martins Tag 1470 (10. November 1470) und ist das erste im Druck datierte Buch im Gebiet der heutigen Schweiz (Hain 10555; GW M20793; BSB-Ink M-153). – Neben einigen weiteren Drucken geistlichen Inhalts publizierte die Presse 1472 einen Tractatus De cometis des Zürcher Stadtarztes Eberhard Schleusinger (um 1430 bis nach 1488) als Büchlein in 12 Blättern im 2°-Format (H. 15512; GW 7252; BSB Ink S-202). Nach dem Tod des Chorherrn Heliae (gest. 20. März 1475) stellte die Druckerei ihre Arbeit ein.
Die Erschütterungen beim Franzoseneinfall 1798 hat das Stift zwar überstanden, aber nicht ohne massive Einbussen. Schwerer als der Verlust eines grossen Teils des Kirchenschatzes und die finanzielle Belastung durch Kriegssteuern wog die Auflösung der Feudalrechte durch die Revolution. Dadurch verlor das Stift seine Besitzungen und die damit verbundenen Einkünfte. Seit dem Wessenberg-Konkordat von 1806, einer Übereinkunft zwischen dem Kanton Luzern und der Regierung des Bistums Konstanz, sind die 18 Chorherrenpfründen für betagte Geistliche der deutschsprachigen Bistümer der Schweiz reserviert. Es wurden entsprechend Reformen des Stifts notwendig, die unter dem Stiftspropst Franz Bernhard Göldlin von Tiefenau durchgeführt wurden.

## Ritterorden vom Hl. Grab zu Jerusalem
Das Chorherrenstift Beromünster ist der juristische Sitz der Schweizerischen Statthalterei des Ritterordens vom Heiligen Grab zu Jerusalem und das St. Michaelsheiligtum ihre Ordenskirche. Bei der Errichtung der Statthalterei im Jahr 1950 fiel die Wahl auf Beromünster aufgrund der Verbundenheit des Stifts mit dem Heiligen Land im Laufe der Geschichte, angefangen mit der Teilnahme Graf Ulrichs IV. von Lenzburg am 2. Kreuzzug von 1147 sowie der Heiliglandfahrt des Chorherren Hesso II. von Rynach um 1247. Vom 16. Jh. an unternahmen einzelne Chorherren von Beromünster Pilgerreisen ins Heilige Land und liessen sich am Heiligen Grab in Jerusalem zum Ritter schlagen, um nach ihrer Rückreise in Liturgie, Lehre und Architektur die Bedeutung des Heiligen Landes für den christlichen Glauben hoch zu halten. Auch nach der Überführung des Rittertums vom Hl. Grab in einen päpstlichen Ritterorden im Jahr 1868 war und ist der neue Ritterorden durch einzelne Chorherren in Beromünster präsent, ab 1932 auch ohne für den Ritterschlag ins Heilige Land reisen zu müssen.

## Stiftskirche

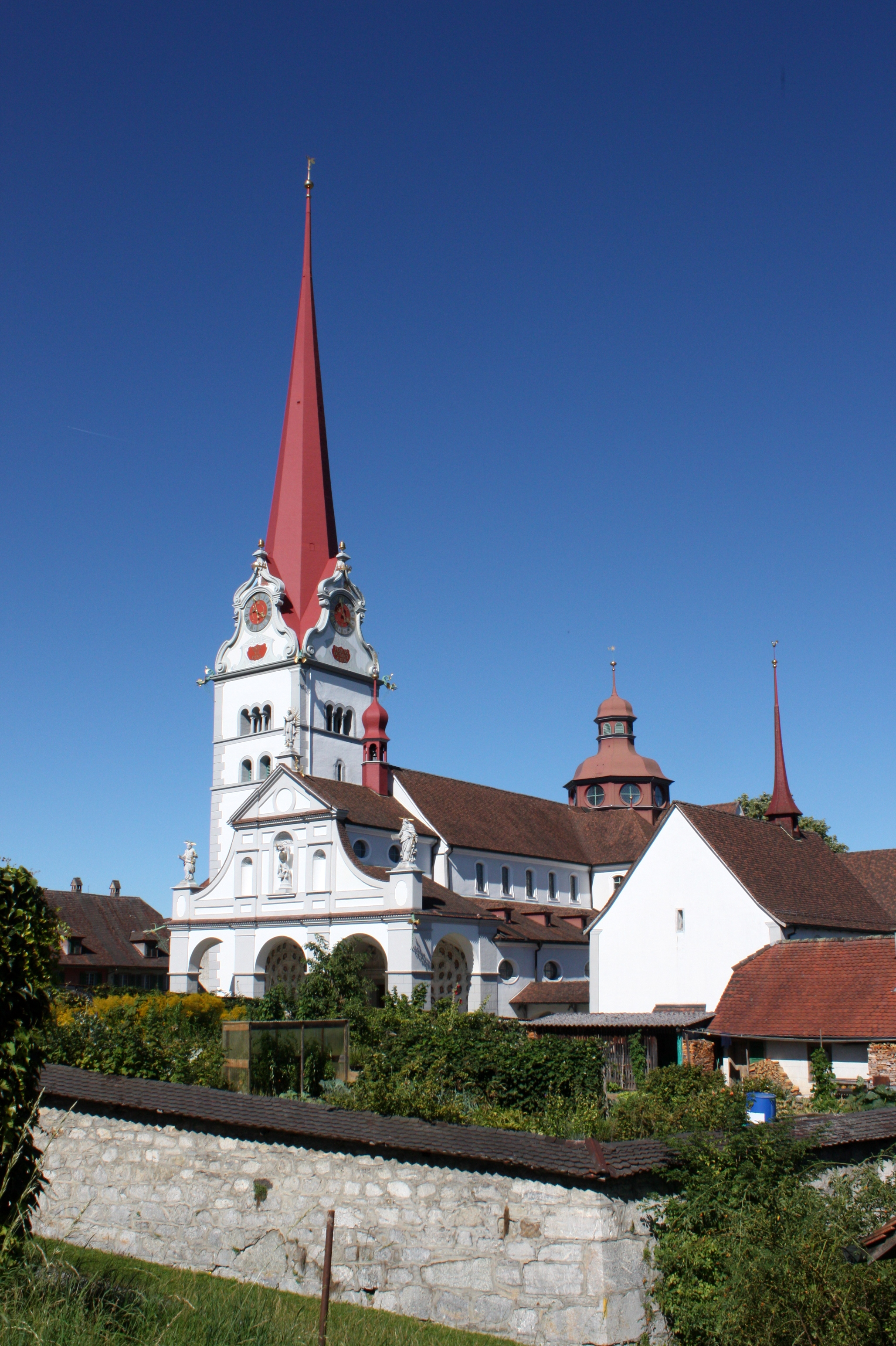
Stiftskirche Beromünster

### Architektur und Ausstattung
Dank den archäologischen und baugeschichtlichen Untersuchungen im Stiftsareal sind Überreste von Kirchen und Kapellen aus dem Früh- und dem Hochmittelalter bekannt. Demnach standen auf dem Platz der Stiftskirche des 11. Jahrhunderts bereits eine Vorgängerkirche und eine ältere Kapelle, die nur bis 1693 bestehende St. Peters-Kapelle. Die Bauzeit der Stiftskirche passt nach dem baugeschichtlichen Befund offenbar in die Zeit ver der Niederschrift der Urkunde von 1036. Das aufgehende Mauerwerk der frühromanischen Basilika ist im heutigen Bauwerk noch weitgehend erhalten. Der Kirchturm stammt wohl aus dem 13. Jahrhundert. Im 17. und 18. Jahrhundert liess das Stift die Kirche in drei Bauetappen renovieren und im barocken Stil ausschmücken. Im 17. Jahrhundert entstand das reich verzierte Chorgestühl in der Kirche. 1771 bis 1775 schuf Joseph Ignaz Weiss das Heiliggrab, die Deckengemälde und das Hochaltarbild.
Im Umkreis der Stiftskirche stehen die Chorherrenhäuser.

### Glocken
Im auf der Nordseite an das Kirchenschiff angebauten Kirchturm hängt ein achtstimmiges Glockengeläut aus Bronzeglocken.
| Glocke | Gussjahr, Giesser                                      | Gewicht (ca.) | Schlagton |
| ------ | ------------------------------------------------------ | ------------- | --------- |
| 1      | 1616, Peter VII. Füssli, Zürich                        | 3150 kg       | h°        |
| 2      | 1637, S., K., J., C. Renward / Karl Rosier, Lothringen | 2050 kg       | cis′      |
| 3      | 1457, Hans Peiger, Basel                               | 1620 kg       | e′        |
| 4      | 1961, H. Rüetschi AG, Aarau                            |               | fis′      |
| 5      | 1961, H. Rüetschi AG, Aarau                            |               | gis′      |
| 6      | 1961, H. Rüetschi AG, Aarau                            |               | h′        |
| 7      | 1961, H. Rüetschi AG, Aarau                            |               | cis″      |
| 8      | 1522                                                   | 0180 kg       | e″        |

Auf allen vier Seiten des Kirchturms sind auf kleinen Schaugiebeln Zifferblätter der Turmuhr angebracht.

### Orgeln
Die Stiftskirche verfügt über drei Orgeln.
Die Hauptorgel auf der Westempore wurde 1841 bis 1842 von dem Orgelbauer Franz Anton Kiene (Langenargen) erbaut, und zuletzt von der Orgelbaufirma Goll (Luzern) restauriert und weitgehend auf den originalen Zustand zurückgeführt. Die Vox humana wurde rekonstruiert. Das Instrument hat 29 Register auf zwei Manualwerken und Pedal. Die Trakturen sind mechanisch.
| I Hauptwerk C– |             |     |
| 1.             | Bordun      | 16′ |
| 2.             | Cornett     | 16′ |
| 3.             | Principal   | 08′ |
| 4.             | Coppel      | 08′ |
| 5.             | Flöte major | 08′ |
| 6.             | Viola       | 08′ |
| 7.             | Dolcian     | 08′ |
| 8.             | Gamba       | 08′ |
| 9.             | Octav       | 04′ |
| 10.            | Rohrflöt    | 04′ |
| 11.            | Flöt        | 04′ |
| 12.            | Quint       | 03′ |
| 13.            | Mixtur      | 02′ |
| 14.            | Doublett    | 02′ |

| II Positiv C– |               |    |
| 15.           | Montre        | 8′ |
| 16.           | Flöte douce   | 8′ |
| 17.           | Quintadœn     | 8′ |
| 18.           | Unda maris    | 8′ |
| 19.           | Fuggari       | 4′ |
| 20.           | Flöte cuspito | 4′ |
| 21.           | Echo          | 4′ |
| 22.           | Cymbal        | 2′ |
| 23.           | Vox humana    | 8′ |

| Pedal C– |               |     |
| 24.      | Principalbass | 16′ |
| 25.      | Subbass       | 16′ |
| 26.      | Violon        | 08′ |
| 27.      | Subbass       | 08′ |
| 28.      | Bombard       | 16′ |
| 29.      | Trompon       | 08′ |

- Koppeln: II/I, I/P

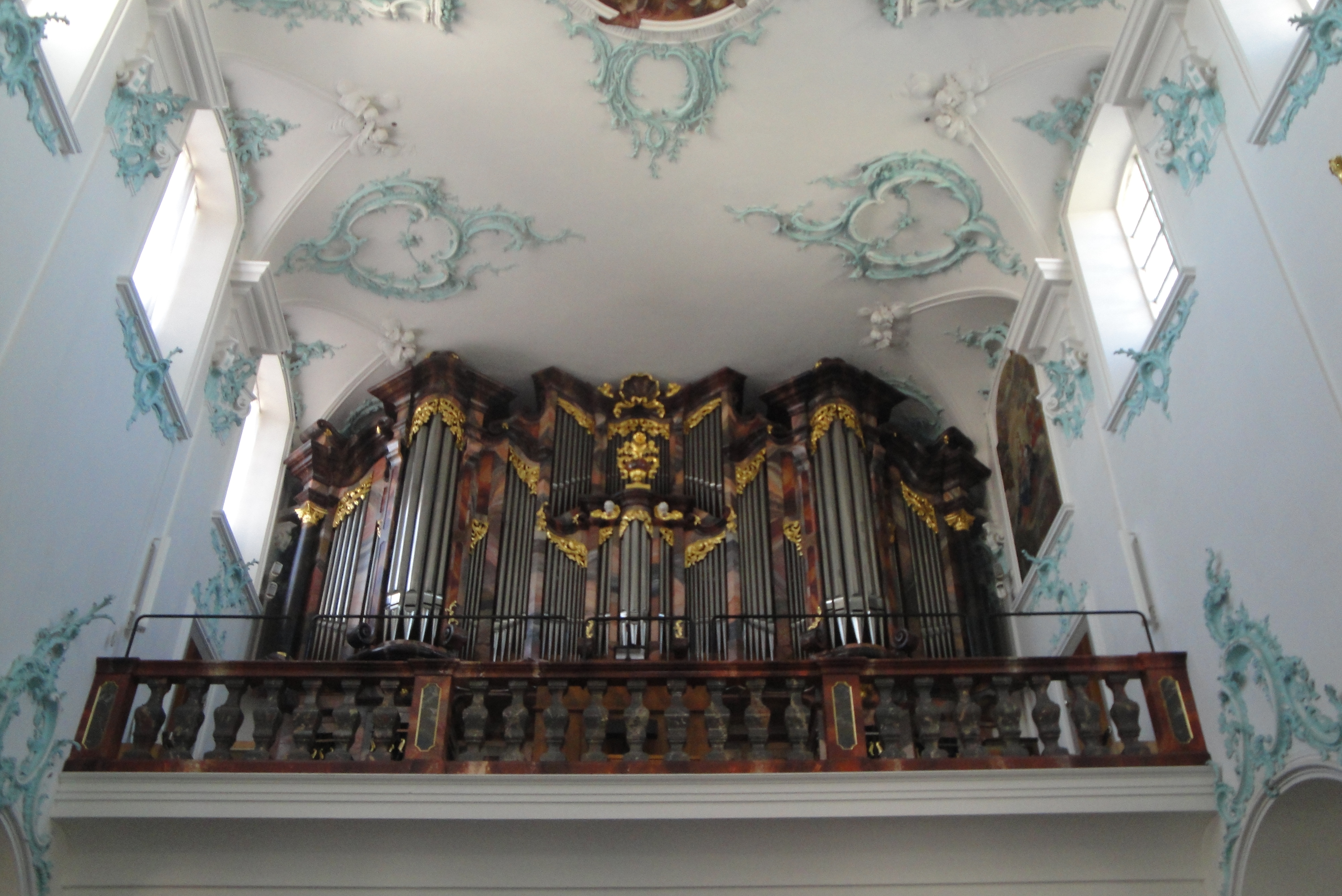
Blick auf die Hauptorgel

Die Epistelorgel* auf der Südempore wurde 1960 von dem Orgelbau Walter Graf (Oberkirch) in ein historisches Gehäuse von 1773 eingebaut. Das Schleifladen-Instrument hat 22 Register auf zwei Manualwerken und Pedal. Die Trakturen sind elektrisch.
| I Hauptwerk C– |             |       |
| 1.             | Prinzipal   | 8′    |
| 2.             | Gemshorn    | 8′    |
| 3.             | Octave      | 4′    |
| 4.             | Rohrflöte   | 4′    |
| 5.             | Octave      | 2′    |
| 6.             | Mixtur IV–V | 1 ⁄3′ |
| 7.             | Krummhorn   | 8′    |
|                | Tremolo     |       |

| II Positiv C– |             |        |
| 8.            | Rohrgedackt | 16′    |
| 9.            | Rohrflöte   | 08′    |
| 10.           | Salicional  | 08′    |
| 11.           | Praestant   | 04′    |
| 12.           | Spitzflöte  | 04′    |
| 13.           | Nasal       | 2 ⁄3′  |
| 14.           | Waldflöte   | 02′    |
| 15.           | Terz        | 1 3⁄5′ |
| 16.           | Zimbel III  | 01′    |
| 17.           | Trompete    | 08′    |
|               | Tremolo     |        |

| Pedal C– |             |     |
| 18.      | Subbass     | 16′ |
| 19.      | Zartbass    | 16′ |
| 20.      | Oktave      | 08′ |
| 21.      | Rohrgedackt | 08′ |
| 22.      | Choralbass  | 04′ |

- Koppeln: II/I, I/P, II/P.
- Spielhilfen: zwei freie Kombinationen, drei feste Kombinationen (p, f, tutti), Absteller, Crescendo

Die Evangelienorgel* auf der Nordempore wurde 1693 von dem Orgelbauer Johann Christoph Albrecht aus Waldshut erbaut, und 1984 durch die Orgelbaufirma Goll (Luzern) restauriert und teilweise rekonstruiert. Das Instrument hat 8 Register (Principal 8′, Copel 8′, Octav 4′, Fleuten 4′, Quint 3′, Superoctav 2′, Mixtur, Regal 8′) auf einem Manualwerk (kurze Oktave). Das Pedal (C bis h) ist angehängt.
* Die beiden sich in der Nähe des Altars befindlichen Orgeln sind nach der Epistelseite (in Blickrichtung Altar rechts) und der Evangelienseite (entsprechend links), früheren Lagebezeichnungen in katholischen Kirchen, benannt.

## Kulturgüterbestand

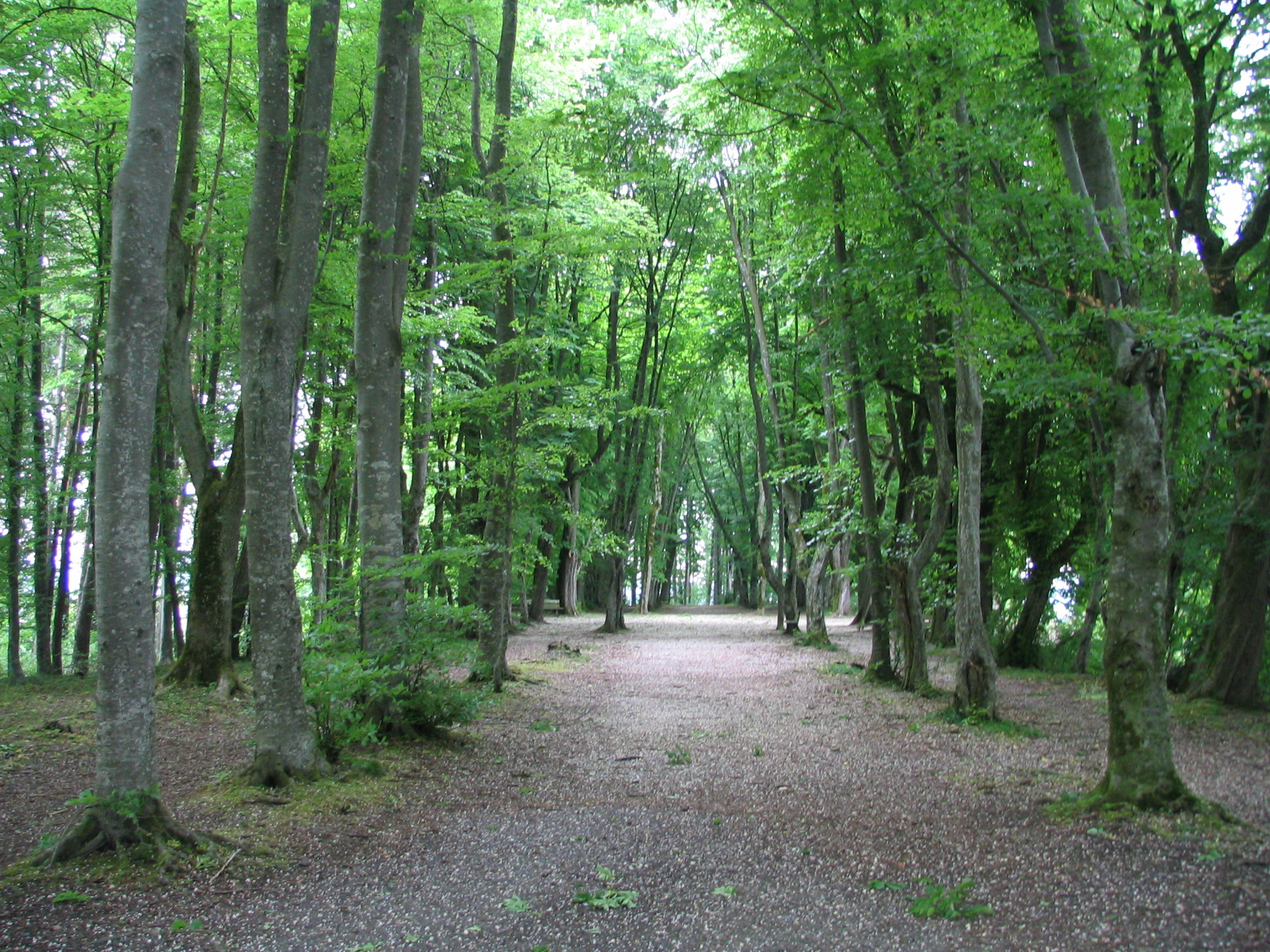
Waldkathedrale

Das Chorherrenstift St. Michael besitzt eine alte Bibliothek, zu der auch seltene Frühdrucke gehören, die in der Stiftsdruckerei entstanden. Aus Beromünster stammt das erste datierte gedruckte Buch in der Schweiz, das 1470 von Chorherr Helias Helye gedruckte Werk Mammotrectus.
Das Stift bewahrt bedeutende Archivquellen seit dem 11. Jahrhundert, eine reich ausgestattete Schatzkammer und einen Bestand an Paramenten auf.
Ende des 18. Jahrhunderts wurde für die Chorherren beim Schlössliwald ein «Spaziergang» angelegt, der später «Waldkathedrale» genannt wurde. Die Anlage, 140 Meter lang und 16 Meter breit, bestand zu Beginn aus 94 Rosskastanienbäumen und 3500 Hagebuchen. Die Baumreihen bildeten den Umriss einer Kirche mit Mittel-, Seitenschiff und Chor.

## Schule
Bereits im Jahre 1047 ist im Zusammenhang mit dem Stifter Ulrich I. von Lenzburg eine Schule erwähnt. Im Jahre 1226 lag die Schulleitung beim urkundlich erwähnten Scholasticus. Ab dem späten 16. Jahrhundert richtete sich die Schule nach dem Lehrplan der Jesuiten. 1866 wurde die Stiftsschule zu einem Progymnasium mit Realklassen umgestaltet, der heutigen Kantonsschule Beromünster. 1964 wurde die Schule vom Stift losgelöst und bis 1977 erfolgte der Ausbau zur vollwertigen kantonalen Maturitätsschule.

## Pilgerort
Als traditioneller Anlass zum Pilgern gilt der „Auffahrtsumritt“ von Beromünster am Fest Christi Himmelfahrt. Er umrundet die 18 km lange ehemalige Grenze des Besitzes des Chorherrenstiftes. Jährlich nehmen tausende Pilger daran teil. Auch für individuelle Pilgerfahrten ist Beromünster ein Ziel.

## Bildergalerie

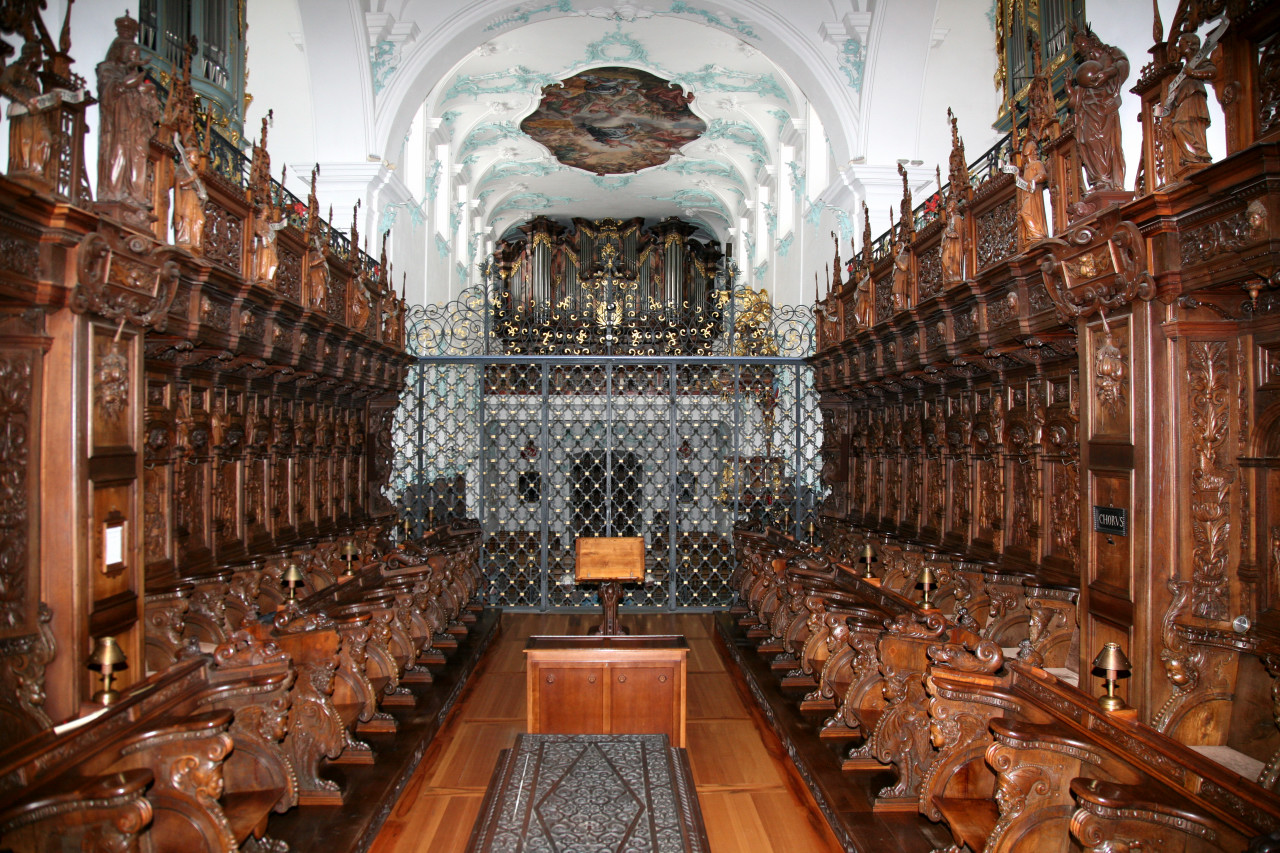
Chorgestühl in der Stiftskirche
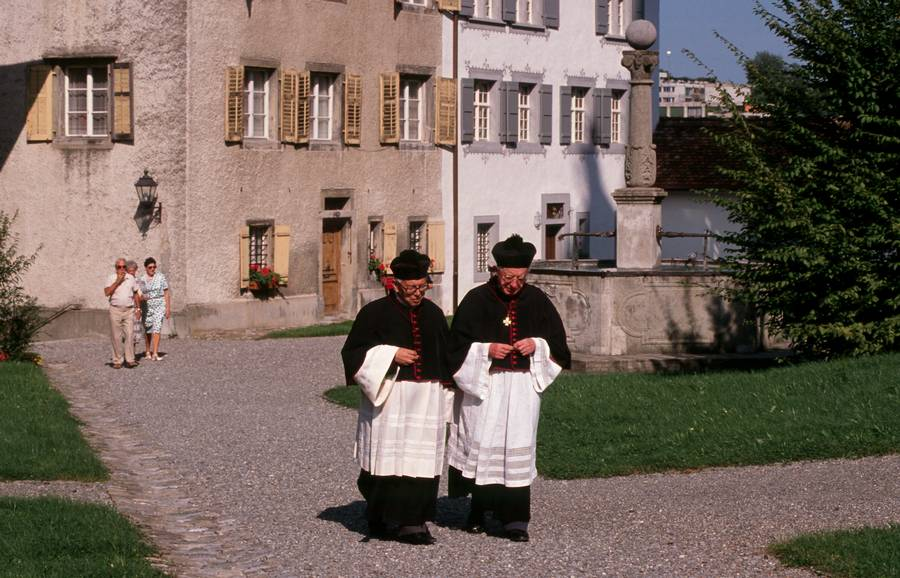
Chorherren des Stifts St. Michael Beromünster
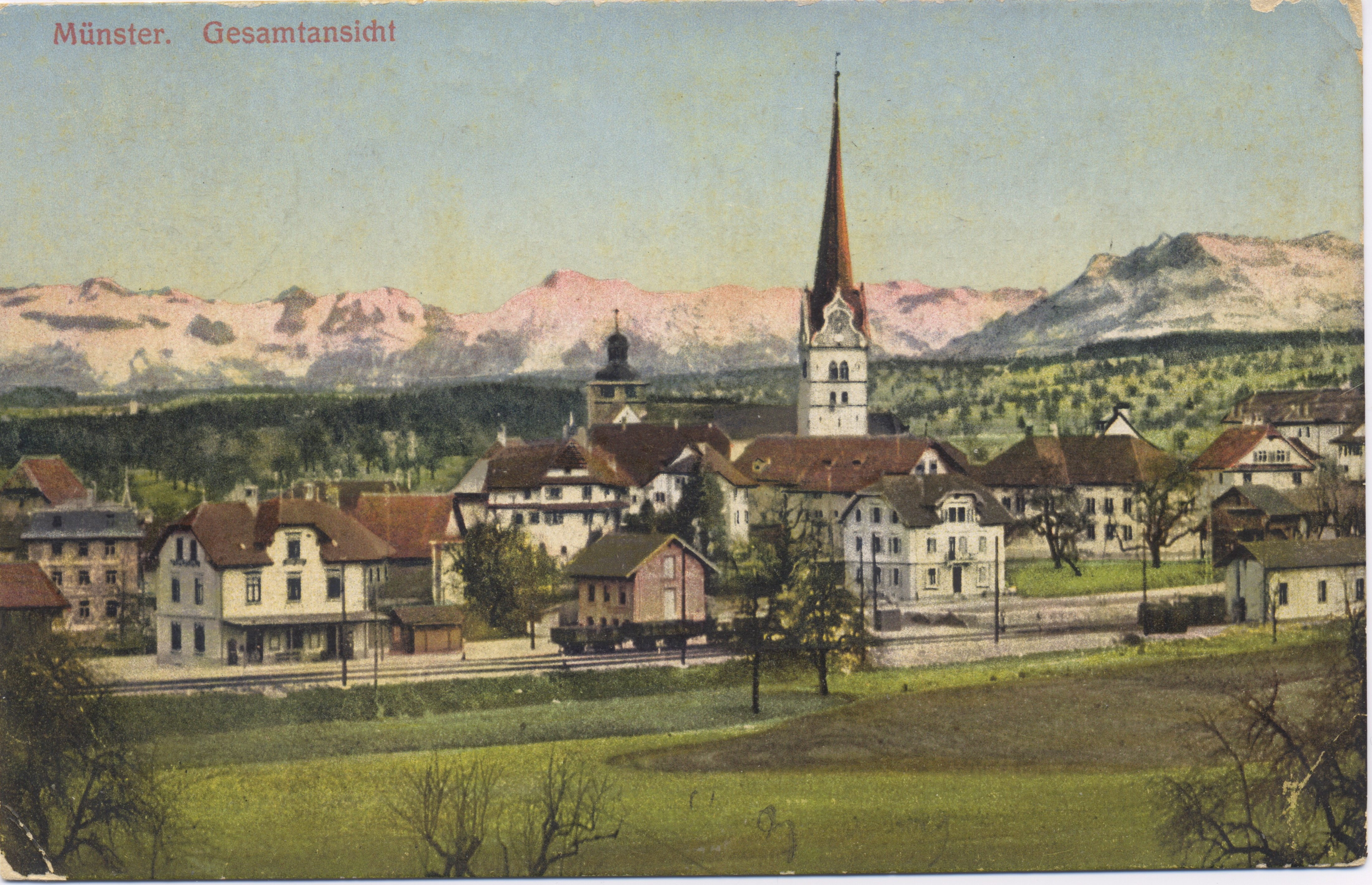
Ansichtskarte Beromünster, ca. 1910